# 阿纳托利·鲁萨诺夫
阿纳托利·伊万诺维奇·鲁萨诺夫（俄语：Анатолий Иванович Русанов，1932年4月20日—），苏联及俄罗斯化学家。俄罗斯科学院院士。圣彼得堡国立大学教授。俄罗斯化学学会副主席。

## 生平
1932年4月20日生于列宁格勒。1955年，毕业于列宁格勒国立大学，后留校深造。1958年获副博士学位。1963年获全博士学位。
1967年至1987年，担任列宁格勒国立大学表面现象实验室主任。1987年，开始担任列宁格勒（圣彼得堡）国立大学胶体化学教研室主任。1990年，当选为苏联科学院通讯院士。1991年，当选为俄罗斯科学院化学与材料学部化学分部院士。
1999年，获得俄罗斯联邦功勋科学工作者荣誉称号。